# Tashkurgan
Tashkurgan (tiếng Uyghur: تاشقورغان بازىرى, Ташқурган; tiếng Sarikoli: [tɔʃqyrʁɔn buzur]; tiếng Trung Quốc: 塔什库尔干镇; bính âm Hán ngữ: Tǎshíkùěrgān zhèn) là tên của một thị trấn nằm ở khu tự trị Tân Cương, Trung Quốc.

## Tên gọi
Trong ngữ hệ Turk, Tashkurgan có nghĩa là "pháo đài đá" hoặc là "tháp canh (bằng) đá". Nó còn có tên là 石头城 (Shítouchéng) khi dịch ra tiếng Trung theo đúng nghĩa đen của câu chữ. Cách viết chính thức tên của thành phố này là Taxkorgan, trong khi Tashkorgan và Tashkurghan lại thường được sử dụng trong các văn bản. Khi viết theo bảng chữ cái Uyghur Arab, tên của thị trấn này là تاشقۇرغان còn khi viết bảng chữ cái Uyghur Latin thì sẽ là Tashqurghan baziri. Về mặt lịch sử, thị trấn này được gọi là Sarikol (سريكال) hay Sariqol (سرقول) và viết theo lối truyền thống là (ساريق قول).

## Về địa lí
Tashkurgan là trung tâm của huyện tự trị Taxkorgan. Nó ở độ cao 3,090 mét (10,140 feet) và nằm ở sát đường biên giới của Afghanistan và Tajikistan, và cũng gần kề với biên giới của Kyrgyzstan và Pakistan. Tashkurgan là một thành phố buôn bán, tại đây, các mặt hàng bao gồm cừu, len, thảm và trái cây. Phần lớn người của thành phố này đều là Người Tajik, ngôn ngữ chủ yếu của thị trấn này là tiếng Sarikoli, ngoài ra thì tiếng Wakhi, Hán ngữ tiêu chuẩn và tiếng Duy Ngô Nhĩ cũng được sử dụng.
Sông Tashkurgan bắt nguồn từ phía bắc của đèo Khunjerab và chảy dọc theo vùng phía bắc của xa lộ Karakodam. Khi vừa chảy đến Tashkurgan thì nó đổi hướng sang đông rồi chảy ngang những hẻm núi. Sau đó nó vượt qua lòng chảo Tarim, tại đó, nó đổ vào sông Yarkand.

### Khí hậu
Tashkurgan có khí hậu sa mạc lạnh do độ cao mà nó ở trên. Mùa đông thì lạnh, kéo dài, còn mùa hè thì ấm áp. Nhiệt độ trung bình tháng dao động từ −11.9 °C (10.6 °F) ở tháng 1 đến 16.4 °C (61.5 °F) vào tháng 7. Để rõ hơn, xin hãy tham khảo bảng số liệu bên dưới:
| Dữ liệu khí hậu của Tashkurgan (1971−2000) | Dữ liệu khí hậu của Tashkurgan (1971−2000) | Dữ liệu khí hậu của Tashkurgan (1971−2000) | Dữ liệu khí hậu của Tashkurgan (1971−2000) | Dữ liệu khí hậu của Tashkurgan (1971−2000) | Dữ liệu khí hậu của Tashkurgan (1971−2000) | Dữ liệu khí hậu của Tashkurgan (1971−2000) | Dữ liệu khí hậu của Tashkurgan (1971−2000) | Dữ liệu khí hậu của Tashkurgan (1971−2000) | Dữ liệu khí hậu của Tashkurgan (1971−2000) | Dữ liệu khí hậu của Tashkurgan (1971−2000) | Dữ liệu khí hậu của Tashkurgan (1971−2000) | Dữ liệu khí hậu của Tashkurgan (1971−2000) | Dữ liệu khí hậu của Tashkurgan (1971−2000) |
| Tháng                                      | 1                                          | 2                                          | 3                                          | 4                                          | 5                                          | 6                                          | 7                                          | 8                                          | 9                                          | 10                                         | 11                                         | 12                                         | Năm                                        |
| ------------------------------------------ | ------------------------------------------ | ------------------------------------------ | ------------------------------------------ | ------------------------------------------ | ------------------------------------------ | ------------------------------------------ | ------------------------------------------ | ------------------------------------------ | ------------------------------------------ | ------------------------------------------ | ------------------------------------------ | ------------------------------------------ | ------------------------------------------ |
| Cao kỉ lục °C (°F)                         | 6.5 (43.7)                                 | 12.2 (54.0)                                | 18.9 (66.0)                                | 22.0 (71.6)                                | 25.1 (77.2)                                | 31.0 (87.8)                                | 32.5 (90.5)                                | 31.4 (88.5)                                | 27.8 (82.0)                                | 22.7 (72.9)                                | 14.3 (57.7)                                | 10.5 (50.9)                                | 32.5 (90.5)                                |
| Trung bình ngày tối đa °C (°F)             | −4.2 (24.4)                                | −1 (30)                                    | 6.0 (42.8)                                 | 12.8 (55.0)                                | 16.7 (62.1)                                | 20.5 (68.9)                                | 23.7 (74.7)                                | 23.3 (73.9)                                | 18.6 (65.5)                                | 11.6 (52.9)                                | 4.8 (40.6)                                 | −1.9 (28.6)                                | 10.9 (51.6)                                |
| Trung bình ngày °C (°F)                    | −11.9 (10.6)                               | −8.2 (17.2)                                | −0.5 (31.1)                                | 6.1 (43.0)                                 | 9.8 (49.6)                                 | 13.3 (55.9)                                | 16.4 (61.5)                                | 16.0 (60.8)                                | 11.4 (52.5)                                | 4.0 (39.2)                                 | −3.4 (25.9)                                | −10.0 (14.0)                               | 3.6 (38.5)                                 |
| Tối thiểu trung bình ngày °C (°F)          | −18.6 (−1.5)                               | −15.3 (4.5)                                | −7.3 (18.9)                                | −0.8 (30.6)                                | 3.1 (37.6)                                 | 6.4 (43.5)                                 | 9.4 (48.9)                                 | 8.8 (47.8)                                 | 3.5 (38.3)                                 | −3.8 (25.2)                                | −10.8 (12.6)                               | −16.6 (2.1)                                | −3.5 (25.7)                                |
| Thấp kỉ lục °C (°F)                        | −40.1 (−40.2)                              | −36.0 (−32.8)                              | −25.7 (−14.3)                              | −11.5 (11.3)                               | −5.6 (21.9)                                | −1.0 (30.2)                                | 2.2 (36.0)                                 | −0.2 (31.6)                                | −5.0 (23.0)                                | −12.2 (10.0)                               | −23.3 (−9.9)                               | −31.5 (−24.7)                              | −40.1 (−40.2)                              |
| Lượng Giáng thủy trung bình mm (inches)    | 3.2 (0.13)                                 | 2.6 (0.10)                                 | 2.4 (0.09)                                 | 4.8 (0.19)                                 | 8.0 (0.31)                                 | 15.5 (0.61)                                | 11.3 (0.44)                                | 9.6 (0.38)                                 | 6.0 (0.24)                                 | 2.1 (0.08)                                 | .7 (0.03)                                  | 2.0 (0.08)                                 | 68.2 (2.68)                                |
| Số ngày giáng thủy trung bình (≥ 0.1 mm)   | 2.1                                        | 2.4                                        | 2.2                                        | 2.5                                        | 5.1                                        | 6.8                                        | 6.2                                        | 4.6                                        | 2.9                                        | 1.7                                        | .5                                         | 1.6                                        | 38.6                                       |
| Nguồn: Weather China                       |                                            |                                            |                                            |                                            |                                            |                                            |                                            |                                            |                                            |                                            |                                            |                                            |                                            |